# Temístocles
Temístocles (Griego: Θεμιστοκλῆς); c. 525 - 460 a. C. fue un político y general ateniense. Miembro de la nueva generación de políticos que ganó preponderancia durante los comienzos de la democracia ateniense, junto a su gran rival Arístides. Como gran político, Temístocles era cercano al pueblo, y gozaba del apoyo de las clases bajas atenienses, lo que, en  general, lo enfrentaba a la nobleza. Elegido arconte en 493 a. C., tomó una serie de medidas para acrecentar el poder naval de Atenas, algo que se convertiría en un recurrente durante toda su carrera política. Combatió en Maratón durante la primera guerra médica, siendo uno de los diez strategoi atenienses mencionados por Heródoto. Ampliamente considerado como unos de los más geniales estrategas navales de  todos los tiempos.
Los años posteriores a Maratón, y previos a la segunda guerra médica, se convirtió en el político más prominente de Atenas. Abogó por la creación de una poderosa armada, y en 483 a. C. persuadió a los atenienses para construir una flota de 200 trirremes, que demostraría ser crucial en el conflicto venidero. Durante la segunda invasión persa, poseía el mando efectivo de la marina aliada griega, durante las batallas de Artemisio y Salamina. Gracias a un subterfugio de Temístocles, los aliados se encontraron en posición ventajosa en Salamina, y consiguieron la decisiva victoria que representaría el punto de inflexión de la guerra, que finalizaría al año siguiente con la derrota persa en Platea.
Cuando finalizó el conflicto, Temístocles seguía gozando de preeminencia sobre el resto de políticos atenienses. Sin embargo, se ganó la hostilidad espartana al ordenar la reconstrucción de los Muros Largos de Atenas. Su creciente arrogancia comenzó a hacerlo sentir ajeno al resto de sus conciudadanos. En 472 o 471 a. C. fue relegado al ostracismo, y marchó al exilio en Argos. Los espartanos vieron una oportunidad de destruirlo, y lo implicaron en el complot del general espartiata Pausanias. A consecuencia de ello, Temístocles abandonó Grecia y viajó a Asia Menor, donde entró al servicio del gran rey persa Artajerjes I. Fue nombrado gobernador de Magnesia, donde vivió hasta el final de sus días.
Temístocles murió en 459 a. C., probablemente de causas naturales, aunque Plutarco apunta la posibilidad del suicidio, pues el rey de Persia lo había llamado para combatir contra los atenienses en Egipto durante unas revueltas que sus compatriotas estaban favoreciendo. Su reputación fue rehabilitada de manera póstuma, y se lo reconoció como héroe de la causa ateniense y, por extensión, griega. Se puede considerar a Temístocles como «el principal artífice de la salvación de Grecia» de la amenaza persa, tal y como lo describe Plutarco. Los efectos sobre Atenas de sus políticas perduraron en el tiempo, puesto que el poder marítimo se erigió en la piedra angular sobre la que se sustentaba el Imperio ateniense y su edad dorada. Según el juicio de Tucídides, Temístocles era «un hombre que exhibía indudables signos de talento. Sin duda, en este particular se ha ganado nuestra admiración de manera extraordinaria y sin parangón».

## Historiografía
La vida de Temístocles está razonablemente bien atestiguada en las fuentes antiguas, especialmente comparándolo con algunos de sus contemporáneos, como Clístenes de Atenas o Leónidas I. Es una de las aproximadamente cincuenta figuras de la Antigüedad cuya biografía recoge extensamente Plutarco en sus Vidas paralelas. En esta obra, Temístocles es comparado con el estadista romano Marco Furio Camilo. Plutarco escribió esta biografía seiscientos años después de la muerte de Temístocles, y por tanto se le puede tratar como fuente secundaria. Pero a menudo cita explícitamente sus fuentes, lo que permite en cierto grado verificar sus afirmaciones. También existe una biografía, probablemente resumida, de Temístocles, narrada por Cornelio Nepote, quien escribió en el siglo I. Esta biografía es mucho más breve que la de Plutarco, no obstante, y añade pocos detalles a la obra del griego.
El rol de Temístocles en las guerras médicas y en la política ateniense lo describen tanto Heródoto en sus Historias como Tucídides en su Historia de la Guerra del Peloponeso. Estos historiadores fueron contemporáneos o casi contemporáneos a los acontecimientos descritos, y con seguridad trabajaban con la memoria viva de estos acontecimientos. El trabajo de Heródoto fue probablemente publicado en 425 a. C. cuando el historiador contaba sesenta años. Esto lo convertía en contemporáneo de gran parte de la carrera de Tucídides. Heródoto visitó Atenas en algún momento, lugar donde pudo tratar con gente que conociera personalmente a Temístocles. El estadista e historiador ateniense Tucídides nació hacia 460 a. C., año en que Temístocles aún vivía, y sin duda conoció extensos detalles de la vida de su compatriota durante su propia carrera política. El papel de Temístocles en estos conflictos es descrito con un aceptable nivel de detalle por Diodoro Sículo en su Biblioteca histórica. Diodoro escribía en el siglo I, por lo que también es considerado fuente secundaria, aunque a menudo útil para corroborar detalles encontrados en otros escritos.

## Primeros años
Temístocles nació alrededor de 524 a. C. en Atenas. Hijo del perieco Neocles, quien era, en palabras de Plutarco, «un hombre no demasiado brillante». La identidad de su madre es más oscura. Según Plutarco, o bien se trataba de una mujer tracia llamada Abrotonon (que cita un verso del poeta Anfícrates, o bien una caria de Halicarnaso, de nombre Euterpe. Como ocurre con muchos de sus contemporáneos, poco se conoce de sus primeros años. Algunos autores afirman que se trataba de un niño rebelde, y por tanto fue abandonado por su padre. Plutarco, sin embargo, niega esta afirmación, e indica que, debido a la nacionalidad de su madre, Temístocles era considerado una especie de intruso. De hecho su familia vivía en Cinosargo, el distrito de los inmigrantes de Atenas, que se encontraba fuera de los muros de la ciudad. No obstante, como muestra temprana de su astucia, Temístocles convenció a niños «de buena familia» para que se ejercitaran junto a él en Cinosargo, acabando así con la distinción entre «extranjero y legítimo». Plutarco recoge que Temístocles estaba preocupado, incluso desde su niñez, por prepararse para la vida pública. Parece que su profesor le dijo: 

"Joven mío, no serás alguien insignificante, eso te lo aseguro, sino alguien grande, para bien o para mal."

## Carrera militar y política

### Trasfondo
Temístocles creció durante un periodo de agitación en Atenas. El tirano Pisístrato había muerto en 527 a. C., pasando el poder a sus hijos Hiparco e Hipias. Hiparco fue asesinado en 514 a. C., en respuesta a lo cual Hipias se volvió paranoico, y comenzó a confiar cada vez más en mercenarios extranjeros para mantenerse en el poder. Clístenes, el cabeza de la poderosa, aunque exiliada, familia Alcmeónida, comenzó a intrigar para arrojar a Hipias del poder y regresar a Atenas. En 510 a. C., persuadió al rey Cleómenes I de Esparta para lanzar un ataque sobre Atenas, ataque que consiguió expulsar del gobierno a Hipias. No obstante y como consecuencia, el resto de familias eupátridas –nobles– de Atenas dieron la espalda a Clístenes, eligiendo a Iságoras como arconte, con el apoyo de Cleómenes. A nivel personal, Clístenes deseaba regresar a Atenas; sin embargo, seguramente también deseaba impedir que Atenas se convirtiera en un títere de Esparta. Anticipándose al resto de nobles, propuso a la gente de Atenas un programa radical en el cual el poder político residiría en ellos mismos: una «democracia». Los ciudadanos de Atenas expulsaron a Iságoras, repelieron un ataque espartano dirigido por Cleómenes, e invitaron a Clístenes a regresar a Atenas para llevar a cabo su reforma. El establecimiento de la democracia iba a cambiar radicalmente a Atenas:

Y así fue como súbitamente los atenienses se sintieron una gran potencia... Fueron prueba viviente de lo que la igualdad y la libertad de expresión podían conseguir.
Heródoto

### Primeros años de democracia
El nuevo sistema de gobierno ateniense ofrecía grandes posibilidades para hombres como Temístocles, que previamente no disponía de acceso al poder. Las nuevas instituciones democráticas requerían una serie de capacidades que previamente carecían de importancia en el gobierno. Temístocles iba a mostrarse como un maestro del nuevo sistema: «sabía desenvolverse en las luchas internas, sabía hacer contactos, sabía cómo manipular... y, por encima de todo, sabía hacerse ver». Temístocles se mudó al Cerámico, un suburbio comercial de Atenas. Este movimiento lo destacó como 'hombre del pueblo', permitiéndole interactuar más fácilmente con ciudadanos ordinarios. Comenzó a construir los cimientos de su apoyo entre estos nuevos pobres:

Cortejaba a los pobres, quienes, no acostumbrados a esto, debidamente le devolvían su afecto. Frecuentando las tabernas, los mercados, los muelles, dejándose ver donde ningún político habría pensado hacerlo, asegurándose de no olvidar el nombre de uno solo de sus votantes, Temístocles clavó sus miras en un electorado radicalmente nuevo.

A pesar de ello, se aseguró de no distanciarse de la nobleza ateniense. Comenzó a practicar leyes, convirtiéndose así en la primera persona de Atenas en prepararse para la vida pública de esta manera. Su habilidad como abogado y árbitro, utilizada al servicio de los ciudadanos comunes, le granjearon incluso una mayor popularidad.

### Arcontado
Temístocles probablemente cumplió 30 años en 494 a. C., requisito indispensable para convertirse en arconte, la magistratura de mayor rango de Atenas. Con el respaldo de su popularidad, decidió optar al cargo. Al año siguiente (493 a. C.) fue elegido arconte epónimo, o lo que es lo mismo, cabeza visible del gobierno ateniense. El arcontado de Temístocles marcó el inicio de una etapa crucial en su carrera: el ascenso del poder naval ateniense. Bajo su guía, los atenienses comenzaron a construir un nuevo puerto en El Pireo, para reemplazar las instalaciones existentes en Falero. Aunque más alejado de la metrópoli, El Pireo ofrecía tres puertos naturales, y podía ser fácilmente fortificado. Dado que Atenas se convertiría en una potencia eminentemente naval durante el siglo V a. C. las políticas de Temístocles debieron tener hondo calado para el futuro de Atenas, y de toda Grecia. Fomentando el poder naval, Temístocles probablemente abogaba por un curso de acción que consideraba esencial a largo plazo para los intereses de Atenas. Sin embargo, como sugiere Plutarco, una armada poderosa dependía de la movilización masiva de ciudadanos comunes (thetes) para ejercer como remeros: tal política proporcionaba más poder al ciudadano medio, y por extensión, al propio Temístocles.

### Primera invasión persa

Diagrama de acontecimientos en la batalla de Maratón.

La joven democracia ateniense, junto a la ciudad eubea de Eretria, habían apoyado a las ciudades jónicas durante su revuelta contra el yugo persa. Tras sofocar la revuelta, el Gran Rey Darío I de Persia decidió que, para garantizar la seguridad de su imperio, debía convertirse en señor de Grecia. Muchas ciudades griegas ofrecieron 'tierra y agua' a los embajadores persas, enviados por Darío a Grecia en 491 a. C., como símbolo de sumisión al rey persa. Los atenienses y espartanos rehusaron, no obstante, y mataron a los embajadores. Como consecuencia, al año siguiente Darío envió una expedición cruzando el mar Egeo, con el objetivo de castigar a Atenas y Eretria. No parece que Esparta fuera entonces un objetivo.
La expedición viajó de isla a isla por las Cícladas, antes de asediar y destruir Eretria. La fuerza expedicionaria viajó entonces al Ática, desembarcando en la bahía de Maratón. Por su lado, los atenienses reunieron una fuerza de 10 000 hoplitas, con la que marcharon hacia el lugar del desembarco, y bloquearon las carreteras que conducían a Atenas. El mando nominal recaía sobre el polemarco Calímaco, aunque el control real parecía estar en manos de Milcíades el Joven, que tenía cierta experiencia en combatir contra los persas. Temístocles probablemente era el general electo de su tribu (phile, cada una de las diez divisiones que componían la ciudadanía ateniense) en Maratón.

#### Batalla de Maratón
Tras varios días en punto muerto, los persas embarcaron su caballería para atacar a la indefensa Atenas. Los atenienses, conscientes de esta maniobra, aprovecharon su oportunidad para lanzarse sobre los persas y consiguieron una famosa victoria. La tribu de Temístocles, junto con la de su rival Arístides, se encontraba en el centro de la línea de batalla ateniense, sosteniendo el peso del combate contra el poderoso centro persa. Sin embargo, las alas persas fueron rápidamente derrotadas, lo que permitió a los atenienses volverse contra el cuerpo principal persa y derrotarlo completamente.
Con ello, se desvanecía la amenaza inmediata que pendía sobre Atenas. La fuerza expedicionaria persa regresó a Asia, pero el interés aqueménida en Grecia aún estaba lejos de finalizar. Darío comenzó a planificar inmediatamente una invasión a gran escala, pero murió antes de que los preparativos hubieran finalizado. Tras la victoria de Maratón, se dice que Temístocles, celoso de la victoria de Milcíades, se repetía a sí mismo: 

El trofeo de Milcíades no me permite dormir ni permanecer de brazos cruzados
Plutarco, Moralia, 185 A 3

### Rivalidad con Arístides
Un año después Milcíades, el héroe de Maratón, fue herido en el transcurso de una batalla menor. Aprovechando su incapacidad, la poderosa familia Alcmeónida indujo su proceso. La aristocracia ateniense, de hecho los aristócratas griegos en general, se mostraban reticentes a dejar que una persona acumulara demasiada influencia, por lo que estas maniobras resultaban habituales. Milcíades fue multado copiosamente por el crimen de «decepcionar al pueblo ateniense», pero murió pocas semanas más tarde a causa de sus heridas. En el albor de su proceso, los atenienses eligieron utilizar una nueva institución de la democracia, parte de las reformas de Clístenes, pero que permanecía largamente en desuso: el 'ostracismo'. Cada ciudadano ateniense debía escribir sobre un fragmento de cerámica (ostrakon) el nombre de un político al que desearía ver exiliado por un periodo de diez años. Este hecho pudo venir provocado por el proceso de Milcíades, y utilizado por los atenienses para intentar frenar estos juegos de poder entre las familias nobles. Ciertamente, en los años que siguieron al 487 a. C., los cabezas de las familias más preeminentes, incluyendo la de los Alcemónidas, fueron exiliados. La carrera de un político en Atenas se hizo mucho más ardua, pues desagradar a la población podía desembocar en el exilio.
Temístocles, con su base de poder establecida firmemente entre los pobres, llenó el vacío natural dejado por la muerte de Milcíades, convirtiéndose en el político más influyente de Atenas del decenio. No obstante, el apoyo de la aristocracia comenzó a estructurarse alrededor del hombre que se volvería el mayor rival de Temístocles: Arístides. Arístides se describía como el opuesto de Temístocles: virtuoso, honesto e incorruptible, y sus seguidores le apodaban «el Justo». Plutarco sugiere que la rivalidad entre ambos tuvo comienzos mucho más sórdidos, cuando ambos competían por el amor de un joven: 

... rivalizaban por el afecto del joven Estesilao de Ceos, y en esa rivalidad eran apasionados más allá de cualquier moderación.

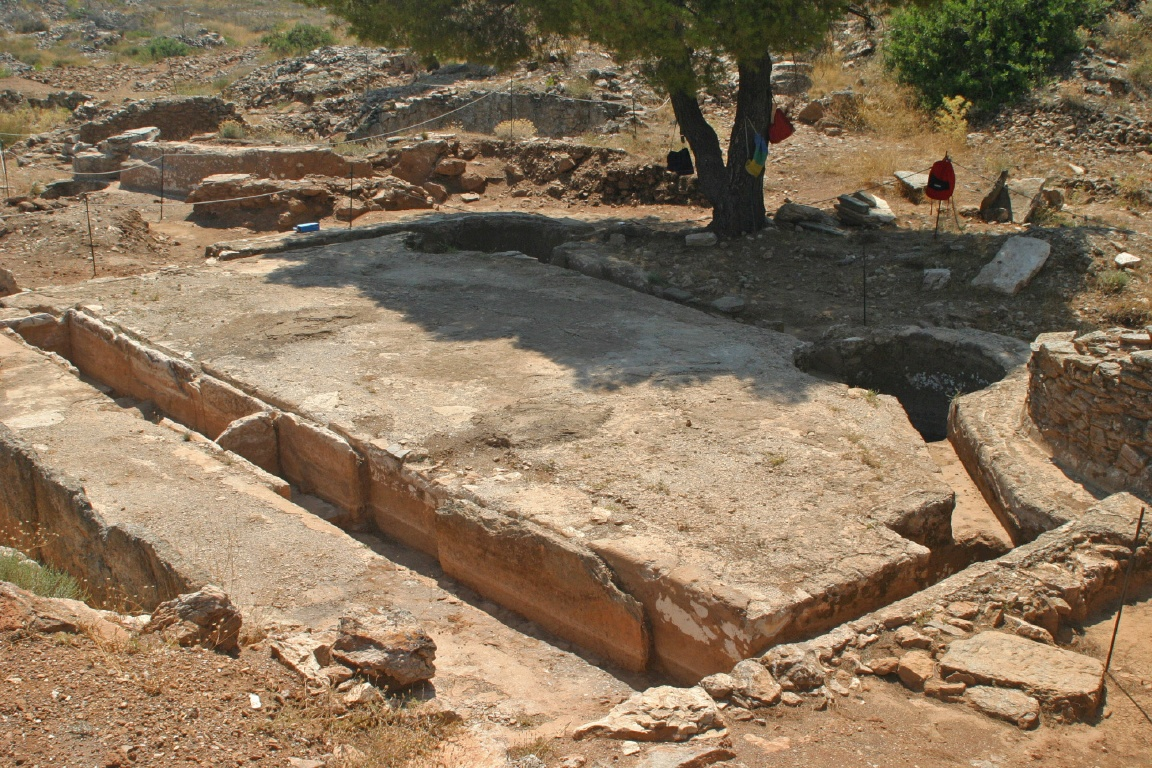
Tanque para almacenamiento de mineral de plata, encontrado en una excavación de Lavrio, Ática.

Durante ese decenio, Temístocles continuó fomentando la expansión del poder naval ateniense. Los atenienses seguían siendo conscientes de que el ojo persa seguía clavado en Grecia: el hijo y sucesor de Darío, Jerjes I, continuó las preparaciones para la invasión. Parece que Temístocles descubrió que, si los griegos querían sobrevivir a esta, era indispensable que contasen con una armada capaz de enfrentarse a la flota persa, por lo que intentó persuadir a los atenienses de esta necesidad. Arístides, como campeón de los zeugitas (la clase de élite hoplita) se opuso firmemente a tal política.
En 483 a. C., fue descubierta una nueva veta de plata en las minas atenienses de Lavrio. Temístocles propuso que esa plata fuera utilizada en la construcción de una nueva flota de 200 trirremes, mientras Arístides sugirió a su vez que fuera distribuida entre los ciudadanos de Atenas. Temístocles evitó mencionar a Persia, considerándola una amenaza demasiado distante para los atenienses como para moverles a actuar, y en su lugar concentró la atención sobre Egina. En aquel tiempo, Atenas libraba un largo conflicto con los eginetas, y la construcción de una flota permitiría a los atenienses derrotarles definitivamente en el mar. La moción de Temístocles, en consecuencia, fue aprobada con holgura, aunque sólo se construirían finalmente 100 trirremes, debido al rechazo de Arístides a aprobar la moción. La tensión ente ambos bandos creció en invierno, por lo que el ostracismo de 482 a. C. se convirtió en un duelo directo entre los dos. En lo que Holland denomina como, en esencia, el primer referéndum de la historia, Arístides fue condenado al ostracismo, llevándose a cabo las políticas de Temístocles. En efecto, a medida que los atenienses percibían más cercana la amenaza persa, optaron por la construcción de más navíos de los que Temístocles había solicitado. Así, en los prolegómenos de la invasión persa, Temístocles se había alzado como el político más influyente de Atenas.

### Segunda Invasión Persa
En 481 a. C. tuvo curso un congreso de ciudades estado griegas, durante las cuales aproximadamente treinta estados acordaron aliarse frente a la inminente invasión. Los espartanos y atenienses se pusieron a la cabeza de la alianza, siendo como eran enemigos acérrimos de los persas.
Los espartanos reclamaron el mando de las fuerzas terrestres, y dado que el grueso de la flota griega sería proporcionado por Atenas, Temístocles intentó hacerse con el mando de las fuerzas navales. Sin embargo, el resto de potencias navales, incluidas Corinto y Egina, rehusaron otogar el mando a Atenas, ante lo que Temístocles pragmáticamente retrocedió. En lugar de ello, como compromiso, los espartanos (cuyo poderío naval resultaba insignificante) comandarían también las fuerzas navales, bajo la batuta de Euribíades. Queda claro en las crónicas de Heródoto, sin embargo, que Temístocles sería el comandante "de facto" de la flota griega.
El 'congreso' se reunió de nuevo en la primavera de 480 a. C. Una delegación tesalia sugirió que los griegos podrían concentrarse en el estrecho Valle de Tempe, en los límites de Tesalia, y bloquear allí el avance persa. Una fuerza de 10 000 hoplitas bajo el mando de los polemarcas Eueneto y Temístocles fue enviada al valle a través del cual suponían que pasaría el ejército persa. Sin embargo, una vez ahí, fueron prevenidos por Alejandro I de Macedonia de que el valle podía ser superado en otros puntos, y de que el ejército de Jerjes era inmenso, de modo que los griegos se retiraron. Poco después, fueron informados de que Jerjes había cruzado el Helesponto.
Temístocles diseñó entonces una segunda estrategia. La ruta a la Grecia Meridional (Beocia, Ática y el Peloponeso) requeriría que el ejército de Jerjes cruzara el estrechísimo paso de las Termópilas. Este desfiladero podía ser fácilmente defendido por los hoplitas griegos, independientemente del número de persas. Además, para evitar que los persas sobrepasaran las Termópilas por mar, la marina griega bloquearía el estrecho de Artemisio. Tras la debacle de Tempe, no obstante, no quedaba claro que los espartanos decidieran marchar de nuevo fuera del Peloponeso. Si deseaba persuadir a los espartanos para que defendieran Ática, Temístocles debía mostrar que Atenas estaba dispuesta a lo que fuera necesario para el éxito de la alianza. En breve, toda la flota ateniense fue enviada a Artemisio. Para que esto fuera posible, cada hombre ateniense capaz debía tripular a bordo de un barco, lo que a su vez implicaba que los atenienses debían prepararse para abandonar la ciudad. Persuadir a los atenienses para seguir este curso de acción representó sin duda una de las acciones más brillantes de la carrera de Temístocles. Como recoge Holland: 

El sublime grado de oratoria que debió adquirir, las intensas y memorables frases que debió pronunciar, no tenemos forma de conocerlas... únicamente por el efecto que provocaron sobre la asamblea podemos deducir su calidad eléctrica y vivificante, pues las audaces propuestas de Temístocles, tras ser sometidas a votación, fueron ratificadas. El pueblo ateniense, enfrentándose al peligro más grave de su historia, se entregó sin dudarlo al mar exterior, poniendo su fe en un hombre cuyas ambiciones muchos llevaban tiempo temiendo.

Una vez fueron aceptadas sus propuestas, Temístocles envió la orden a las mujeres y niños de Atenas para que fueran trasladados a la ciudad de Troezen, plaza segura en el interior del Peloponeso. Sólo entonces viajó a reunirse con sus aliados, donde propuso su estrategia. Con la flota ateniense en pleno dedicada a la defensa de Grecia, los aliados aceptaron sus propuestas.

#### Batalla de Artemisio
Así, en agosto de 480 a. C. cuando la armada persa se aproximaba a Tesalia, la flota griega marchó a Artemisio, y el ejército hacia las Termópilas. El mismo Temístocles asumió el mando del contingente ateniense de la flota, y zarpó hacia Artemisio. Cuando la flota persa llegó finalmente a Artemisio, tras un considerable retraso, Euribíades, del cual Heródoto y Plutarco sugieren que no era el más brillante de los líderes, deseó retirarse sin combatir. En este punto, Temístocles aceptó un copioso soborno de los habitantes locales para que la flota permaneciera en Artemisio, y utilizó parte del mismo para convencer a Euribíades de que debían permanecer, mientras se guardaba el resto. De aquí en adelante, Temístocles parece haber estado más o menos al cargo del esfuerzo aliado en la batalla. A lo largo de tres días de batalla, los griegos resistieron ante la mucho más numerosa flota persa, sufriendo importantes bajas en el proceso. Sin embargo, la derrota simultánea en las Termópilas ante los persas convirtió su heroica defensa en irrelevante, de modo que los griegos se retiraron. De acuerdo a Heródoto, Temístocles dejó mensajes en cada puerto en que la flota persa pudiera detenerse en busca de agua, pidiendo la defección de los jonios que formaban parte de la flota persa, o al menos una actuación mediocre en la batalla. Incluso si esto no funcionaba, Temístocles esperaba suscitar las sospechas de Jerjes sobre los jonios, creando así disensiones en los rangos persas.

#### Batalla de Salamina
Tras la derrota en las Termópilas, Beocia cayó ante los persas, quienes comenzaron su avance sobre Atenas. Los aliados peloponesios se dispusieron entonces a defender el istmo de Corinto, abandonando Atenas a su suerte. Desde Artemisio, la flota griega navegó hacia la isla de Salamina, donde los barcos atenienses colaboraron en la evacuación final de la ciudad. Los contingentes peloponesios querían navegar hacia la costa del istmo, para así concentrar sus fuerzas con el ejército de tierra. Sin embargo, Temístocles intentó convencerles para permanecer en los estrechos de Salamina, recordando las lecciones de Artemisio: "una batalla en condiciones de igualdad juega a nuestro favor". Amenazó con navegar junto a todos los atenienses hacia el exilio en Sicilia, consiguiendo así convencer al resto de los aliados - cuya seguridad al fin y al cabo dependía de la armada ateniense - de que aceptaran su plan. Así pues, incluso cuando Atenas había caído en manos de los persas, y la marina persa se aproximaba a la costa de Salamina, la flota aliada permaneció en los estrechos. Temístocles intentaba librar una batalla que permitiera bloquear a la flota persa, garantizando así la seguridad del Peloponeso.

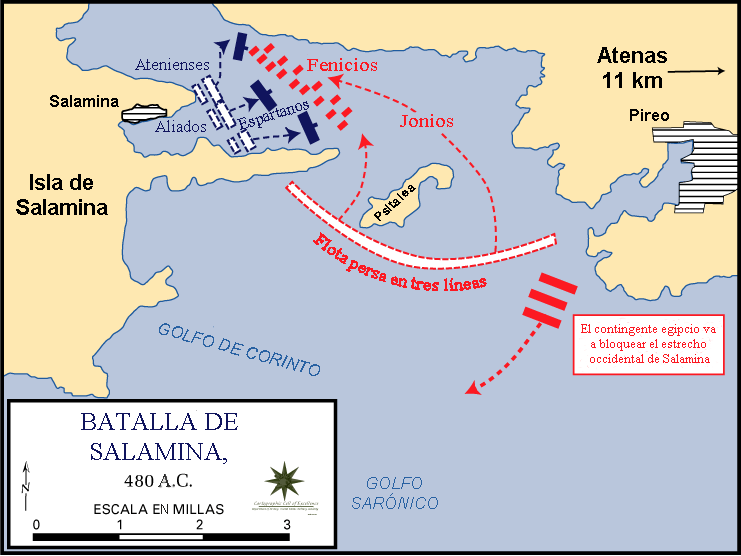
Diagrama de los acontecimientos aproximados durante la batalla de Salamina.

Temístocles utilizó una aguda mezcla de subterfugio y desinformación para forzar el combate, explotando psicológicamente el deseo de Jerjes de finalizar la invasión. Las acciones de Jerjes indicaban que el rey persa deseaba finalizar la conquista de Grecia en 480 a. C. y, para conseguir esto, necesitaba una victoria decisiva sobre la flota griega. Temístocles envió a un sirviente, llamado Sicino, al encuentro de Jerjes, con un mensaje que proclamaba que Temístocles se hallaba "del lado del rey y prefería que prevalecieran sus intereses, y no los helenos". Temístocles alegaba que los comandantes griegos luchaban entre ellos, que los peloponesios planeaban evacuar Salamina esa misma noche, y que para conseguir la victoria todo lo que los persas debían hacer era bloquear los estrechos. Con este subterfugio, Temístocles parecía tentar a la flota persa hacia el estrecho. El mensaje tenía doble filo, pues en el caso de una derrota griega, los atenienses podrían esperar algún grado de clemencia por parte de Jerjes (al indicar su predisposición a someterse). En cualquier caso, estas eran exactamente el tipo de nuevas que el rey persa quería oír. Jerjes mordió el anzuelo, y la flota persa fue enviada a efectuar el bloqueo. Quizá pecando de excesiva autoconfianza y sin esperar resistencia, la armada persa penetró en los estrechos, para encontrarse con que, lejos de desintegrarse, la marina griega se hallaba dispuesta para la batalla.
De acuerdo a Heródoto, cuando la flota persa comenzó a sus maniobras, Arístides llegó al campamento griego desde Egina. Arístides había regresado de su exilio, junto al resto de atenienses condenados al ostracismo, por orden de Temístocles. De ese modo, Atenas se alzaría unida ante los persas. Arístides le reveló a Temístocles que la armada persa rodeaba a los griegos, lo que agradó grandemente al último, pues sabía que los persas caminaban directamente hacia su trampa. Los comandantes griegos asumieron estas noticias estoicamente, ante lo que Holland sugiere que se hallaban en conocimiento del ardid de Temístocles desde el principio. De cualquier modo, los griegos se prepararon para la batalla, y Temístocles arengó a los marineros antes de embarcar. En la consiguiente batalla, la angostura del estrecho dificultaron la maniobrabilidad de la numerosa flota persa, de lo que se aprovecharon los griegos para conseguir una famosa victoria.
Salamina representó el punto de inflexión en la segunda invasión persa, y en las guerras médicas en general. Aunque la batalla no acabó con la invasión persa, aseguró que toda Grecia no sería conquistada, y permitió a los griegos pasar a la ofensiva en 479 a. C. Un gran número de historiadores califican Salamina como una de las batallas más importantes de la historia de la humanidad. Teniendo en cuenta que fue su permanente apoyo al incremento del poder naval ateniense lo que permitió a la armada griega combatir, y que fue su estratagema la que propició la victoria en Salamina, no es una exageración afirmar, como lo hace Plutarco, que Temístocles "es considerado el principal responsable de la salvación de Hellas".

#### Otoño-invierno 480-479 a.C.
La victoria griega acabó con la amenaza inmediata que pendía sobre Grecia, y Jerjes regresó a Asia con parte de su ejército, dejando a su general Mardonio al cargo para finalizar la conquista. Mardonio pasó el invierno en Beocia y Tesalia, permitiendo así que los atenienses regresaran a su ciudad, que había sido quemada y arrasada por los persas. Para los atenienses en general, y Temístocles en particular, el invierno resultó un difícil reto. Los peloponesios rehusaron cruzar el istmo para luchar contra el ejército persa, así que los atenienses lo intentaron por su cuenta, para avergonzarles, pero sin éxito.
Durante el invierno, los aliados se reunieron en Corinto para celebrar la victoria, y repartir las condecoraciones. Sin embargo, quizá cansados de que los atenienses recordaran su papel en Salamina, y de sus demandas para que marcharan al norte, los griegos concedieron la condecoración por logros cívicos a Egina. Además, aunque los almirantes votaron todos por Temístocles en segundo lugar, se votaron a sí mismos en primero, de modo que ninguno consiguió el premio por logro personal. En respuesta, entendiendo la importancia de la flota ateniense para su seguridad, y probablemente buscando complacer el ego de Temístocles, los lacedemonios le invitaron a Esparta. Allí, se le fue concedido un premio especial por su "sabiduría e inteligencia", y se le rindieron grandes honores. Plutarco además recoge que, en los siguientes Juegos Olímpicos:

(cuando) Temístocles entró en el estado, la audiencia ignoró a los competidores durante el resto del día, para posar sus ojos sobre él, y le señalaron con un sonoro aplauso ante los visitantes extranjeros, de modo que él también quedó encantado, y confesó a sus amigos que era ahora cuando comenzaba a recoger, en toda su magnitud, la cosecha de sus fatigas por el beneficio de Hellas.

#### Primavera-verano 479 a.C.
No obstante, como ocurrió con tantos otros individuos prominentes en la democracia ateniense, los conciudadanos de Temístocles se sintieron celosos de su éxito, y probablemente hastiados de su fanfarronería. Es probable que pronto en 479 a. C. Temístocles fuera relevado del mando, Jantipo asumiendo el mando de la flota, y Arístides el del ejército de tierra. Aunque Temístocles permaneció sin duda política y militarmente activo durante el resto de la campaña, no se hace mención a sus actividades en 479 a. C. en las fuentes clásicas. En verano de ese mismo año, tras recibir un ultimátum ateniense, los peloponesios finalmente accedieron a reunir un ejército y marchar al enfrentamiento con Mardonio, que había reocupado Atenas en junio. Durante la decisiva batalla de Platea, los griegos destruyeron el ejército persa. Aparentemente ese mismo día, la flota griega destruyó a los restos de la flota persa en Mícala. Estas victorias gemelas completaron el triunfo griego, acabando definitivamente con la amenaza persa sobre Grecia.

### Postrimerías de la invasión persa
Fuera cual fuese la causa de la impopularidad de Temístocles en 479 a. C. no duró demasiado. Tanto Diodoro como Plutarco sugieren que regresó rápidamente al favor de los atenienses. En efecto, tras 479 a. C. parece haber gozado de un periodo de popularidad relativamente largo.
En las postrimerías de la invasión, los atenienses comenzaron a reconstruir su ciudad, bajo la guía de Temístocles. Deseaban restaurar las fortificaciones de Atenas, pero los espartanos se opusieron, con el argumento de que no debía dejarse ningún lugar al norte del istmo que pudiera ser utilizado como fortaleza por los persas. Temístocles urgió a los ciudadanos para que finalizaran las fortificaciones lo antes posible, y después viajó a Esparta para responder a las acusaciones. Allí, les aseguró que no se estaba llevando a cabo ningún trabajo, y les propuso enviar emisarios a Atenas para que lo comprobaran con sus propios ojos. Para cuando llegaron los embajadores espartanos, los atenienses habían finalizado los trabajos de construcción, y demoraron a los embajadores espartanos cuando estos se quejaron sobre la presencia de fortificaciones. De este modo, Temístocles dio a los atenienses suficiente tiempo para fortificar la ciudad, previniéndose ante un posible ataque espartano para evitar la reconstrucción de los muros de Atenas. Más aún, los espartanos se vieron obligados a repatriar a Temístocles para liberar a sus propios embajadores. Este episodio puede ser visto como el principio de las desconfianzas espartanas hacia Temístocles, que le perseguirían de aquí en adelante.
Temístocles regresó entonces a su política naval, y a «otros proyectos más ambiciosos que servirían para incrementar la posición de dominancia de su estado natal». Amplió y fortificó el puerto de El Pireo, y «comunicó la ciudad (Atenas) con el Pireo, y la tierra con el mar». Probablemente Temístocles buscaba convertir a Atenas en la potencia naval más importante del Egeo. En efecto, Atenas crearía la liga de Delos en 478 a. C. unificando así el poder naval de las islas del Egeo y Jonia bajo el liderazgo ateniense. Temístocles introdujo exenciones de impuestos sobre mercantes y artesanos, para atraer población y comercio a la ciudad, y convertir así a Atenas en un gran foco comercial. Instruyó además a los atenienses a construir 20 trirremes nuevas al año, para asegurarse de mantener la posición dominante en el mar. Plutarco informa de que Temístocles propuso asimismo en secreto, destruir los barcos varados de sus aliados navales, para asegurarse así la supremacía naval completa, pero sus planes fueron vetados por Arístides y el Consejo de Atenas.

### Caída y exilio

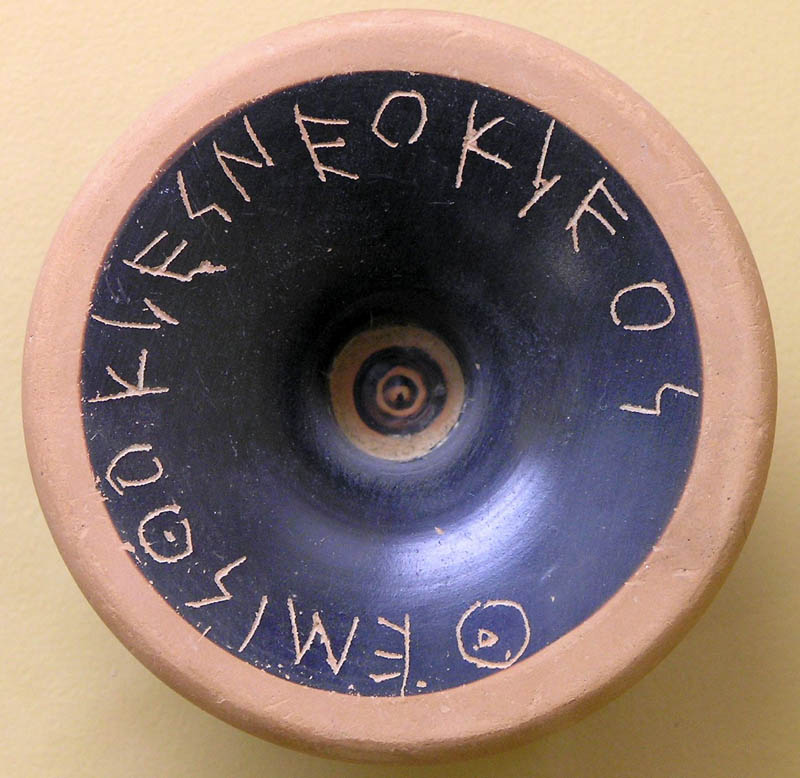
Ostracon con la inscripción: "Temístocles, hijo de Neocles".

Está claro que, hacia finales del decenio, Temístocles había comenzado a acumular enemigos, y se había hecho arrogante, del mismo modo que sus ciudadanos se mostraban más celosos de su prestigio y poder. Los espartanos trabajaron activamente en su contra, apoyando a Cimón (hijo de Milcíades) como su rival. Además, tras la traición y desgracia del general espartano Pausanias, los lacedemonios intentaron implicar a Temístocles en el complot. El ateniense, no obstante, fue absuelto de los cargos. En la misma Atenas, perdió adeptos con la construcción del santuario de Artemisa, con el epíteto Aristoboulë («del buen consejo») cerca de su hogar, como patente referencia a su propio rol en liberar a Grecia de la invasión persa. Al final, en 472 o 471 a. C. fue condenado al ostracismo. Este hecho por sí mismo no implicaba que Temístocles hubiera hecho algo incorrecto: el ostracismo, en palabras de Plutarco:

No era un castigo, sino un modo de pacificar y aliviar los celos, que buscan la humildad de los eminentes, para que purguen su malicia durante este periodo
Plutarco, Vidas Paralelas: Temístocles, XXII

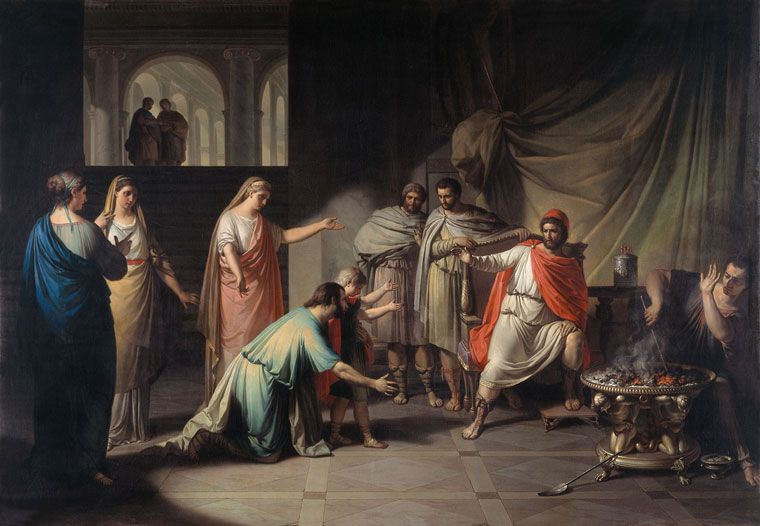
Temístocles pidiendo asilo al Rey Admeto de Épiro (pintura de Francisco Caucig, 1801)

Temístocles marchó primero al exilio en Argos. Percibiendo que disponían de una oportunidad única para hundir a Temístocles, los espartanos resucitaron las acusaciones sobre él de complicidad en la traición de Pausanias. Exigieron que fuera juzgado por el 'Congreso de los Griegos', y no por el ateniense, aunque parece que finalmente fue llamado de vuelta a Atenas para defenderse de los cargos. Quizá sospechando que tenía pocas esperanzas de sobrevivir a este juicio, Temístocles huyó, primero a Córcira y luego ante Admeto de Epiro, rey de Molosia. La huida de Temístocles sólo sirvió para convencer a los acusadores de su culpabilidad, siendo declarado traidor en Atenas, y sus propiedades confiscadas. Es digno de mención que tanto Diodoro como Plutarco consideraban los cargos falsos, creados únicamente con el propósito de destruir a Temístocles. Los espartanos enviaron embajadores ante Admeto, amenazándole con una guerra con el resto de Grecia a menos que les entregara a Temístocles. No obstante, Admeto permitió que Temístocles escapara, dándole una cuantiosa suma de oro para ayudarle en su camino. Temístocles huyó de Grecia, para no volver jamás, acabando así con su carrera política.

## Vida tardía y muerte
Aparentemente, Temístocles huyó desde Molosia a Pidna, desde donde tomó un barco dirección a Asia Menor. Su barco fue desviado del curso por una tempestad, y terminó en Naxos, asediado por una flota ateniense. Desesperado por evitar ser identificado, Temístocles engatusó al capitán del barco para que continuara viaje sin demora. De acuerdo a Tucídides, contemporáneo a los acontecimientos, el barco consiguió tomar tierra en Éfeso, donde desembarcó Temístocles. Plutarco afirma que el barco arribó a Cime, en Eolia, y Diodoro cuenta que Temístocles viajó a Asia sin añadir más detalles. Diodoro y Plutarco narran a continuación historias similares, que Temístocles permaneció con un conocido (Lisiteides o Nicógenes) que a su vez conocía al rey persa, Artajerjes I. Dado que existía una recompensa para aquel que llevara la cabeza de Temístocles, su conocido diseñó un plan para llevar a Temístocles hasta el rey persa en una caravana cubierta como con la que viajaban las concubinas del rey. Los tres cronistas se muestran de acuerdo en que finalmente Temístocles contactó con Artajerjes. Tucídides defiende que mediante una carta, mientras Plutarco y Diodoro relatan un cara a cara con el rey. El contenido es en esencia similar en los tres relatos: Temístocles se presenta al rey y solicita entrar a su servicio.

Yo, Temístocles, vengo a ti, a cuya casa dañé más que cualquier otro heleno, cuando fui obligado a defenderme ante la invasión de tu padre. Un daño, no obstante, con mucho sobrepasado por el bien que le hice en su retirada, que para mi no supuso apenas peligro, pero que supuso mucho para él.
Tucídides

Tucídides y Plutarco relatan que Temístocles pidió un año de gracia para estudiar el lenguaje y costumbres persas, tras el cual serviría al rey, lo que le fue concedido por Artajerjes. Plutarco informa de que, como bien podría imaginarse, Artajerjes se regocijaba de que tan peligroso e ilustre enemigo hubiera entrado a su servicio.
En algún punto de sus viajes, un amigo suyo consiguió sacar de Atenas a la esposa e hijos de Temístocles, quienes se reunieron con él en el exilio. Sus amigos también se las arreglaron para enviarle muchas de sus posesiones, aunque bienes por el valor de cien talentos le fueron confiscados por los atenienses. Cuando, un año después, Temístocles regresó ante la corte real, parece que causó un inmediato impacto, y «consiguió allí... una muy alta consideración, de la que ningún heleno había llegado a gozar antes, ni ha llegado a gozar desde entonces». Plutarco cuenta que «los honores de que gozó se encontraban más allá de los que se brindaron a ningún otro extranjero. Tomaba parte en las cacerías reales y sus diversiones de corte». Temístocles aconsejó al rey en sus tratos con los griegos, aunque parece que durante algún tiempo, el rey se mostraba distraído con acontecimientos sucedidos en otras partes de su imperio, por lo cual Temístocles «vivió durante mucho más tiempo sin preocupaciones». Fue nombrado gobernador del distrito de Magnesia, sobre el río Meandro, en Asia Menor, y se le fue asignada la recaudación de tres ciudades: Magnesia (alrededor de cincuenta talentos al año - "para pan"), Miunte ("para carne") y Lámpsaco ("para vino").
El historiador romano Cornelio Nepos en el siglo I a. C. escribió sobre una estatua de Temístocles, visible en el foro de Magnesia. La estatua también aparece en un tipo de moneda del emperador romano Antonino Pío acuñada en Magnesia en el siglo II d.C..
Diferentes historiadores dan diversas fechas para su muerte. Por ejemplo Diodoro de Sicilia (Biblioteca Histórica XI, 54,4; XI 58,3) dice que su muerte ocurrió "cuando Praxiergo era arconte de Atenas" (Cronología Griega y Romana de Alan E. Samuel, Múnich 1972, pág.206) lo cual se puede fechar entre 471-470 a. C. Aunque según otros, murió en 459 a. C. en Magnesia, cuando contaba 65 años. Según Tucídides, falleció de causas naturales. Sin embargo, inevitablemente, también existen rumores alrededor de su muerte, los cuales dicen que, al descubrirse incapaz de cumplir las promesas hechas al rey, se suicidó envenenándose o bebiendo sangre de toro. Plutarco relata la versión más evocadora de esta historia:

Pero cuando Egipto se rebeló con ayuda ateniense, y el dominio marítimo de Cimón forzó al rey a resistir los esfuerzos de los helenos y dificultar su hostil comportamiento (...) llegaron mensajes a Temístocles, diciendo que el rey reclamaba que éste hiciera honor a sus promesas, aplacando el problema heleno. Entonces, no tanto por amargura contra sus antiguos conciudadanos, ni por orgullo ante el gran honor y orgullo de que sin duda disfrutaría en la guerra, sino quizá pensando que esta tarea era irrealizable, dado que Grecia disponía de grandes generales en el momento - especialmente Cimón, brillantemente exitoso en sus campañas - y en memoria a la reputación y logros conseguidos en aquellos días tempranos, decidió que el mejor curso de acción era poner fin a su vida. Hizo un sacrificio a los dioses, llamó a todos sus amigos, se despedió de ellos con un apretón de manos, y bebió sangre de toro, o como otros dicen, tomó un veneno de rápido efecto, y así falleció en Magnesia, en su sexagésimo quinto año de vida. Dijeron que el rey, conociendo la causa y manera de su muerte, admiró a aquel hombre más incluso, y continuó tratando a sus amigos y allegados con amabilidad.
Plutarco

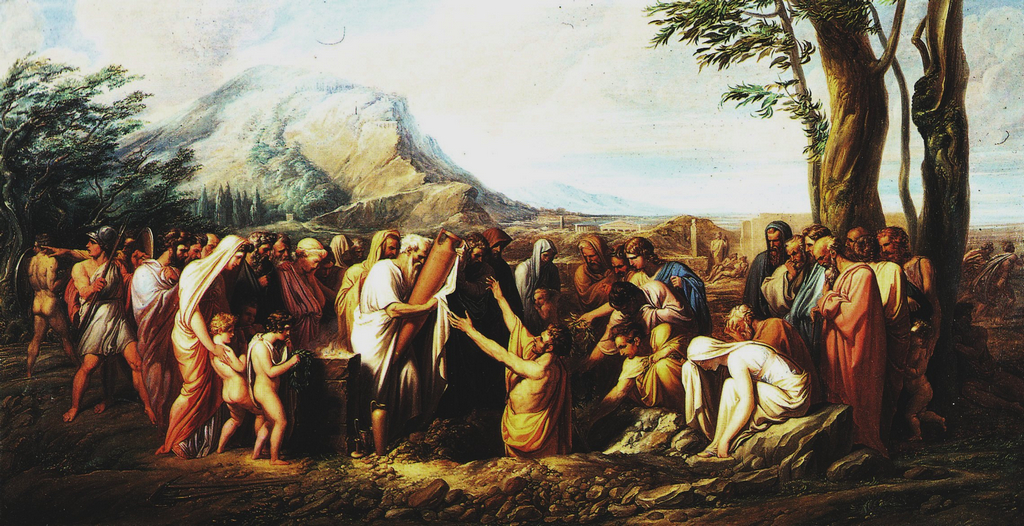
Sepultura de Temístocles en Ática (pintura de Giuseppe Bossi, 1806)

Tras su muerte, los huesos de Temístocles fueron transportados al Ática como solicitó, y enterrados en su tierra natal en secreto, pues era ilegal enterrar a un traidor a Atenas en el Ática. Los magnesios construyeron una «tumba espléndida» en su plaza del mercado para Temístocles, que aún seguía en pie en tiempos de Plutarco, y continuaron dedicando una parte de sus ingresos a mantener a la familia de Temístocles. Plutarco indica que se reunió con un descendiente directo de Temístocles - también llamado Temístocles -, que también recibía estos pagos, en Atenas. Habían pasado 600 años desde los hechos.
Fue sucedido por su hijo, Arquéptolis.

## Evaluación

### Carácter
Es posible extraer algunas conclusiones sobre el carácter de Temístocles. Quizá su rasgo más evidente era su ambición desmedida: «Su ambición sobrepasaba la de cualquier hombre». «Ansiaba los cargos públicos como un agonizante que buscara una cura». Era vano y orgulloso, y perseguía el reconocimiento por sus logros. Sus relaciones con el poder tenían una marcada naturaleza personal: aunque indudablemente deseaba lo mejor para Atenas, muchas de sus acciones también parecen haber sido realizadas interesadamente. También parece haber sido corrupto (al menos según estándares modernos) y era conocido por su afinidad a los sobornos.
A pesar de estos rasgos negativos, parecía poseer una brillantez y talento innatos para el liderazgo:

Temístocles era un hombre que exhibía signos de genialidad indudable. Ciertamente, en este aspecto es digno de nuestra extraordinaria y sin par admiración. Por sus propias capacidades innatas, que no necesitaban ser formadas o apoyadas por el estudio, se convirtió al mismo tiempo en el mejor juez para aquellas crisis súbitas que requerían poca o ninguna deliberación, y en el mejor profeta de futuro, incluso ante las posibilidades más remotas. Un expositor teórico capaz de todo lo que caía en la esfera de sus prácticas, no carecía de capacidad para valorar de manera adecuada aquellos problemas ante los que era inexperto. También podía vislumbrar el bien y el mal que se ocultaba en el futuro desconocido. En definitiva, bien consideremos la extensión de sus aptitudes naturales, o la frivolidad con que las aplicaba, este hombre extraordinario sobrepasaba a todos los demás en la capacidad de enfrentarse con una emergencia de manera intuitiva

Temístocles sin duda era muy inteligente, pero además poseía una astucia natural: «los mecanismos de su mente (eran) infinitamente ágiles y serpentinos». Era evidentemente sociable y parece haber gozado de la lealtad inquebrantable de sus amigos. En cualquier caso, parece que fue esta mezcla única de virtudes y vicios lo que le convirtió en un eficaz político.

### Reputación histórica
Temístocles falleció con su reputación hecha jirones, como traidor al pueblo ateniense. El «Salvador de Grecia» se había convertido en el enemigo de la libertad. Sin embargo, su reputación en Atenas fue rehabilitada por Pericles en 450 a. C. y, para cuando Heródoto escribió sus historias, Temístocles volvía a ser visto como un héroe. Sin duda Tucídides tenía a Temístocles en cierta estima, pues era especialmente efusivo en sus alabanzas (ver más arriba). Diodoro también alaba extensivamente a Temístocles, yendo tan lejos como para ofrecer razones sobre el intensivo tratamiento que hace de su figura: «En cuanto a los altos méritos de Temístocles, aunque nos hayamos extendido demasiado sobre su figura en esta crónica, estimamos que no debíamos dejar que tan gran habilidad no quedara plasmada en el mismo». Ciertamente, Diodoro va tan lejos que afirma:

Pero si cualquier hombre, dejando de lado la envidia, puede estimar de una manera aproximada no sólo sus virtudes naturales sino también sus logros, encontrará que en ambos aspectos Temístocles ocupa el primer lugar entre todos aquellos de los que hemos tratado. Por este motivo, uno puede quedar ciertamente asombrado de que los atenienses estuvieran deseosos de verse libres de un hombre tan genial.

Dado que la historia de Diodoro incluye figuras tan prominentes como las de Alejandro Magno y Aníbal, estas alabanzas son verdaderamente notorias. Plutarco ofrece una visión más balanceada de Temístocles, incluyendo más de una crítica a su carácter. No resta valor a los logros de Temístocles, pero también subraya sus fracasos.

### Legado político y militar

Mapa del Imperio ateniense en 431 a. C.

Indudablemente, el mayor logro en la carrera de Temístocles fue su papel en desbaratar la invasión persa de Jerjes. Contra todos los pronósticos, Grecia sobrevivió, y la cultura clásica griega, tan influyente para la "civilización occidental" pudo seguir desarrollándose sin trabas. Más aún, la doctrina de Temístocles que fomentaba el poder naval ateniense, y el establecimiento de Atenas como potencia predominante en el mundo griego, tuvieron enormes consecuencias durante el siglo V a. C. En 478 a. C. la alianza helénica fue reconstituida sin los estados del Peloponeso, en forma de la Liga de Delos, en la cual Atenas era la potencia dominante. Se trataba esencialmente de una alianza marítima entre Atenas y sus colonias, las islas del Egeo, y las ciudades jónicas. La Liga de Delos llevó la guerra a Persia, invadiendo incluso territorio persa y dominando el Egeo. Bajo la égida de Pericles, la Liga de Delos evolucionó gradualmente hasta convertirse en el Imperio ateniense, cénit del poder e influencia de Atenas. Temístocles pareció convertir a Esparta en rival natural de Atenas en las postrimerías de la invasión de Jerjes, basando su estrategia en el poder naval ateniense - en contraposición al poder terrestre espartano -. La tensión entre ambas ciudades creció a lo largo del siglo, a medida que competían por convertirse en la potencia predominante de Grecia. Finalmente, en 431 a. C. esta tensión cobró forma en la guerra del Peloponeso, primera de una serie de conflictos que desgarrarían Grecia durante el siglo venidero, legado imprevisto, aunque indirecto, de la política de Temístocles.
Diodoro añade un resumen retórico que reflexiona sobre los logros de Temístocles:

¿Qué otro hombre, mientras Esparta gozaba de mayor fuerza y el espartano Euribíades ostentaba el mando supremo de la flota, podía por sus propios méritos privar a Esparta de esa gloria? ¿De qué otro hombre hemos aprendido en la historia que con una única acción sobrepasara a todos los comandantes, su ciudad al resto de estados griegos, y los griegos a los bárbaros? ¿En qué otro momento un general tuvo menores recursos y mayores peligros a que enfrentarse? ¿Quién, enfrentándose al poder combinado de toda Asia, se mantuvo del lado de su ciudad cuando sus habitantes habían sido expulsados de sus casas, y aun así consiguió la victoria?

## Cultura popular
- En la película Los 300 Espartanos (1962), Temístocles es interpretado por el actor Ralph Richardson.
- En la película Lawrence de Arabia (1962) Thomas Edward Lawrence, interpretado por el actor Peter O'Toole, cita a Temístocles diciendo: «Yo no sabré templar una lira o tañer un salterio; pero sí, tomando por mi cuenta una ciudad pequeña y oscura, hacerla ilustre y grande».
- La novela histórica Farewell Great King de Jill Paton Walsh relata la vida de Temístocles hasta su muerte. Se basa principalmente en las Vida de Temístocles y Vida de Arístides de Plutarco.
- La novela histórica Salamina de Javier Negrete relata con exactitud los acontecimientos de la vida de Temistocles.
- En la película 300: Rise of an Empire (300: El Origen de un Imperio) (2014) Temístocles es interpretado por el actor Sullivan Stapleton. Esta película es la secuela de la película 300, aunque ocurre cronológicamente al mismo tiempo que 300